# ISO 10754
ISO 10754 est une norme internationale de l’ISO publiée en 1996, et qui définit un codage de caractères de l’alphabet cyrillique pour les langues non-slaves.
| ISO 10754 | ISO 10754   | ISO 10754   | ISO 10754   | ISO 10754   | ISO 10754   | ISO 10754   | ISO 10754   | ISO 10754   | ISO 10754   | ISO 10754   | ISO 10754   | ISO 10754   | ISO 10754   | ISO 10754   | ISO 10754   | ISO 10754   |
|           | x0          | x1          | x2          | x3          | x4          | x5          | x6          | x7          | x8          | x9          | xA          | xB          | xC          | xD          | xE          | xF          |
| --------- | ----------- | ----------- | ----------- | ----------- | ----------- | ----------- | ----------- | ----------- | ----------- | ----------- | ----------- | ----------- | ----------- | ----------- | ----------- | ----------- |
| 0x        | non utilisé | non utilisé | non utilisé | non utilisé | non utilisé | non utilisé | non utilisé | non utilisé | non utilisé | non utilisé | non utilisé | non utilisé | non utilisé | non utilisé | non utilisé | non utilisé |
| 1x        | non utilisé | non utilisé | non utilisé | non utilisé | non utilisé | non utilisé | non utilisé | non utilisé | non utilisé | non utilisé | non utilisé | non utilisé | non utilisé | non utilisé | non utilisé | non utilisé |
| 2x        |             | ◌́           | ◌̈           | ◌̨           | ◌̩           | ◌̆           | ◌̧           | ◌̀           | ӕ           | ғ           | ҕ           | Ԁ           | Ԃ           | ӡ           | ԇ           | ԅ           |
| 3x        |             | ◌̋           | ◌̄           | ◌̡           | ◌̩           | ◌̌           | ◌̊           | ◌̓           | Ӕ           | Ғ           | Ҕ           | ԁ           | ԃ           | Ӡ           | Ԇ           | Ԅ           |
| 4x        | і̵           | ј̵           | ҝ           | ҡ           | ҟ           | ƙ           | ԛ           | l           | ԉ           | ԡ           | ԕ           | ҥ           |             | ԋ           | ԣ           | ө           |
| 5x        | І̵           | Ј̵           | Ҝ           | Ҡ           | Ҟ           | Ƙ           | Ԛ           | L           | Ԉ           | Ԡ           | Ԕ           | Ҥ           |             | Ԋ           | Ԣ           | Ө           |
| 6x        | ҩ           | œ           | ҧ           | ԗ           | ԍ           | Ԏ           | ү           | ұ           | ԝ           | ҵ           | ҹ           | һ           | ҽ           | ә           | ԙ           | ӏ           |
| 7x        | Ҩ           | Œ           | Ҧ           | Ԗ           | Ԍ           | ԏ           | Ү           | Ұ           | Ԝ           | Ҵ           | Ҹ           | Һ           | Ҽ           | Ә           | Ԙ           |             |